# Caradrina alpina
Caradrina alpina là một loài bướm đêm trong họ Noctuidae.